# 河邉千恵子
河辺 千恵子（かわべ ちえこ、1987年2月24日 - ）は、日本の女性歌手、女優、タレント。『ラブベリー』元専属モデル。東京都出身。

## 略歴
東京都立光丘高等学校卒業、亜細亜大学中退。
所属事務所はテアトルアカデミー、浅井プロダクション（現・ATプロダクション）、おちまさと事務所、スターダストプロモーション（おちまさと事務所との業務提携）、プラチナムプロダクション。フリーランスを経てYM2エージェンシーに所属。
宝塚歌劇団出身の祖母（第33期・会津緑）に勧められたこと、また、安室奈美恵に強く憧れていたこともあり芸能事務所に所属。（安室とは後に自身のラジオで初共演）。
10歳で子役デビューをし、創刊時からファッション雑誌『ラブベリー』（徳間書店）の専属モデルで10代のファッションリーダーとして活躍。2005年3月号で沢井美優・滝裕可里・小田瑞穂と共に卒業した。
2004年4月28日、『be your girl』で歌手デビュー。同時収録の『☆に願いを』など一部の作品では作詞も担当している。
2008年2月、かねてから通っていた加圧トレーニングのコーチから「素質がある」と言われたのをきっかけに加圧トレーナーの資格を取得し自身の加圧サロンをオープンした（現在は閉店）。
2016年4月からピラティスのインストラクターとして活動している。

### 結婚歴
2008年8月8日、21歳の時にプロデューサーのおちまさとと結婚。夫は21歳上で、結婚当時42歳だった。2009年4月1日にグランドハイアット東京で挙式を、4月4日にFENDI表参道店で結婚披露宴を行った。2010年5月21日に第1子女児を出産した。
2015年11月21日、離婚を発表。長女の親権はおちが持つ。
2020年11月、5歳年上の整骨院を経営する柔整師と再婚。2021年6月に夫の故郷・北海道の星野リゾート トマム内にある水の教会で挙式した。2022年6月1日に第2子女児、2024年12月11日に第3子男児を出産した。

## 人物
- 日本人の父とフィリピン人の母を持つハーフ。
- 趣味は料理、ヨガ、ピラティス、旅行。
- 仕事で共演した垣内彩未、滝裕可里、日向めぐみ、小野綾子らと交友がある。
- 2012年8月頃、耳管開放症を発症した[22]。元々体型維持や腰痛の改善目的としてピラティスのレッスンを受けた時期があったが[23]、耳管開放症を機にレッスンに通い始めると症状に改善が見られ、3年かけて克服した[24]。この出来事がきっかけとなり養成コースで資格を取得。2016年4月よりピラティスインストラクターとしての新たな人生をスタートすることになった[25][26]。

## 作品

### シングル
1. be your girl （2004年4月28日発売、バップ）
  - 「be your girl」は『エルフェンリート』のエンディングテーマ
  - 「☆に願いを」は『お伽草子』の前期エンディングテーマ
2. Shining!/cry baby （2004年11月25日発売、バップ）
  - 「cry baby」は『お伽草子』の後期エンディングテーマ
3. 絆色 （2005年1月26日発売、バップ）
4. キャンディーベイベー/マーマメード （2005年7月21日発売、バップ）
5. 桜キッス（2006年4月26日発売、バップ）
  - 『桜蘭高校ホスト部』のオープニングテーマ

### アルバム
1. brilliance （2005年3月16日発売、バップ）
#2 "little wing" は『お伽草子』最終話の挿入歌、『桜蘭高校ホスト部』19話「ロベリア女学院の逆襲」挿入歌
#7 "I Can't Wait" はヒラリー・ダフのカヴァー。

### 映像作品
- POP!（2002年3月22日、ジェネオンエンタテインメント）
- U-15の夏休み（2002年12月14日、キングレコード）

## 出演

### テレビドラマ
- Boys be Jr. （1998年、日本テレビ系）
- 淀川長治物語 神戸編 - サイナラ - （1999年、テレビ朝日系） - 久恵 役
- 燃えろ!!ロボコン 第24話 （1999年7月11日、テレビ朝日系） - ヨウコ 役
- 救急♡治療室 （1999年、フジテレビ系） - 上原美咲 役
- TEAM （1999年、フジテレビ系） - 清水恵 役
- はるちゃん4 （2000年、フジテレビ系） - 新藤理香 役
- 月曜ドラマスペシャル

『小学校教師 沢木千太郎事件ノート』 （2000年7月、TBS系） - 辻澤子 役
- 火曜サスペンス劇場

『介護福祉士・桐生真知子 哀しい嘘』 （2000年9月5日、日本テレビ系） - 高木みどり 役
- 月曜ドラマスペシャル

『十津川警部シリーズ（20）寝台特急カシオペアを追え』 （2000年10月2日、TBS系） - 小野ミユキ 役
- NHK大河ドラマ

利家とまつ〜加賀百万石物語〜 （2002年、NHK総合） - 千世 役
- 美少女戦士セーラームーン （2003年10月4日 - 2004年9月25日、TBS系） - 大阪なる 役
- 学校へ行こう! スペシャルドラマ

『母さんのラブ・ストーリーズ 〜Episode 1 有多子の恋〜』 （2005年3月8日、TBS系） - 友人 役
- がんばれ!TEAM NACS episode3（2021年7月4日、WOWOW）

### バラエティ 他
- ウチスタR[27]
- 英語でしゃべらナイト （2005年 - 2006年、NHK総合） - 研究生として不定期出演
- ミュージック・エクスプレス （2006年4月30日 - 2007年3月25日、NHK BS2）

### 映画
- もうひとりいる （2002年12月7日公開） - 北条有香 役

### CM
- カルビー ワッフル

### 舞台
- ミュージカル 『美少女戦士セーラームーン』 （2000年1月 - 2002年3月、サンシャイン劇場 他） - 水野亜美 / セーラーマーキュリー 役 ※5代目
  - 決戦 / トランシルバニアの森 【改訂版】最強の敵 ダーク・カインの謎
  - ラスト・ドラクル最終章 超惑星デス・バルカンの封印
  - 〜誕生! 暗黒のプリンセス ブラック・レディ〜
  - 〜誕生! 暗黒のプリンセス ブラック・レディ〜 【改訂版】 惑星ネメシスの謎
  - 10th ANNIVERSARY Festival

### DVD作品
- オリジナルビデオ版 『美少女戦士セーラームーン Act. ZERO - セーラーV誕生 - 』（2005年3月25日発売、バンダイビジュアル） - 大阪なる 役

### 雑誌
- ラブベリー （2001年12月号 - 2005年3月号） - 専属モデル

### ラジオ
- 河辺千恵子のWATER MOON“水の月” （Radio 80、毎週水曜日22:55 - 23:00（JST）放送、2004年6月2日 - 2006年9月27日）
- L.A.V. （JFN製作、21:00 - 21:55放送、2005年4月 - 2006年3月） ※毎週木曜日を担当
- COUNTDOWN JAPAN→DHC COUNTDOWN JAPAN（TOKYO FM製作JFN系列全国ネット、毎週土曜日13:00 - 13:55放送、2006年4月 - 2008年3月）
- Tokyo Ochimasato Radio（アメーバスタジオ、毎週土曜日15:00 - 15:30放送、- 2008年3月）

## 書籍
- 旦那さん弁当（2010年2月24日、SDP）、ISBN 978-4-903620-72-5
- 旦那さん定食（2011年1月28日、主婦の友社）、ISBN 978-4-07-276021-5
- Simple 〜Chieko’s Lifestyle Diary〜（2011年8月5日、主婦の友社）、ISBN 978-4-07-279500-2
- 越智千恵子の離乳食レストラン（2011年12月2日、主婦の友社）、ISBN 978-4-07-281252-5
- 越智千恵子のパンケーキCafe 88（2012年10月19日、主婦と生活社）、ISBN 978-4-391-14213-6
- 旦那さん定食カロリー½（2013年3月29日、主婦の友社）、ISBN 978-4-07-287510-0

### 写真集
- 15 河辺千恵子写真集（2002年9月20日、ぶんか社 撮影：前村竜二） ISBN 4821124572